# Remmy Gonzáles
Remmy Rubén Gonzáles Atila (La Paz, Bolivia; 12 de enero de 1969) es un ingeniero agrónomo y político boliviano que ocupó el alto cargo de Ministro de Desarrollo Rural y Tierras de Bolivia desde el 20 de abril de 2021 hasta el 5 de marzo de 2024 durante el gobierno del presidente Luis Arce Catacora. A su vez, Remmy Gonzalés se desempeñó también en el cargo de Viceministro de Desarrollo Rural y Agropecuario desde el 14 de marzo de 2008 hasta el 24 de enero de 2009 durante el primer gobierno del presidente Evo Morales Ayma.

## Biografía
Nació en la ciudad de La Paz el 12 de enero de 1969. Salió bachiller el año 1987. Durante su juventud se trasladó a vivir a la ciudad de Santa Cruz de la Sierra en donde ingreso a estudiar la carrera de ingeniería en la Universidad Autónoma Gabriel René Moreno (UAGRM), graduándose años después como ingeniero agrónomo de profesión. Asimismo, estudió también Filosofía y Psicología en la Escuela Superior de Formación de Maestros Enrique Finot.

### Concejal municipal de Cuatro Cañadas (2005-2007)
Remmy Gonzales ingresó a la vida política del país en diciembre de 2004, cuando ese año decide participar en las elecciones municipales, postulando al cargo de concejal del municipio cruceño de Cuatro Cañadas. Logró ganar en dichos comicios y accedió al cargo, posesionándose en enero de 2005 siendo todavía un joven de 35 años de edad. Durante ese periodo, llegó a ser el presidente del concejo municipal de dicho municipio pero renunciaría a su cargo en 2007.

### Viceministro de Desarrollor Rural y Agropecuario (2008-2009)
El 14 de marzo de 2008, la entonces ministra de Desarrollo Rural y Tierras de Bolivia Susana Rivero, posesionó al ingeniero agrónomo Remmy Gonzáles de 39 años como el nuevo viceministro de Desarrollo Rural y Agropecuario en reemplazo de Roxana Liendo Bustos. Estuvo en el cargo por alrededor de 10 meses hasta el 24 de enero de 2009 cuando la nueva ministra Julia Ramos Sánchez decidió reemplazar a Gonzáles por la economista paceña Ana Teresa Morales Olivera.
Después de haber ocupado el alto cargo viceministerial, Remmy Gonzáles pasó a ser el gerente de producción de la Empresa de Apoyo a la Producción de Alimentos (EMAPA) y luego desde 2010 hasta 2013 se desempeñó como coordinador general del Programa de Apoyo a la Seguridad Alimentaria (PASA) en el mismo Ministerio de Desarrollo Rural y Tierras.
Tiempo después, Gonzáles ingresó a trabajar al Ministerio de Desarrollo Productivo y Economía Plural, inicialmente como gerente técnico de la Empresa Estratégica de Producción de Semillas (EEPS), luego también estuvo como gerente técnico de la Empresa Estratégica de Producción de Abonos y Fertilizantes y finalmente como gerente técnico de la Empresa Pública Promiel, que en la actualidad se denomina Empresa Boliviana de Alimentos (EBA).

### Ministro de Desarrollo Rural y Tierras (2021-2024)
El 20 de abril de 2021, el  Presidente de Bolivia Luis Arce Catacora posesionó al ingeniero Remmy Gonzáles de 52 años de edad como el nuevo ministro de Desarrollo Rural y Tierras en reemplazo del ingeniero cruceño Edwin Characayo, el cual fue inmediatamente destituido del alto cargo ministerial, luego de haber sido aprehendido por la policía boliviana el 14 de abril en pleno Prado Paceño, pues cabe mencionar que la inteligencia policial lo estuvo siguiendo y lo descubrió infraganti recibiendo sobornos de dinero para favorecer con el saneamiento de tierras a hacendados privados del oriente boliviano, específicamente en el municipio de San Julián en el Departamento de Santa Cruz.